# 184
Glej tudi: število 184
184 (CLXXXIV) je bilo prestopno leto, ki se je po julijanskem koledarju začelo na sredo.

## Dogodki
- marec - na Kitajskem se začne upor rumenih turbanov, ki je trajal do leta 205